# ضد دین

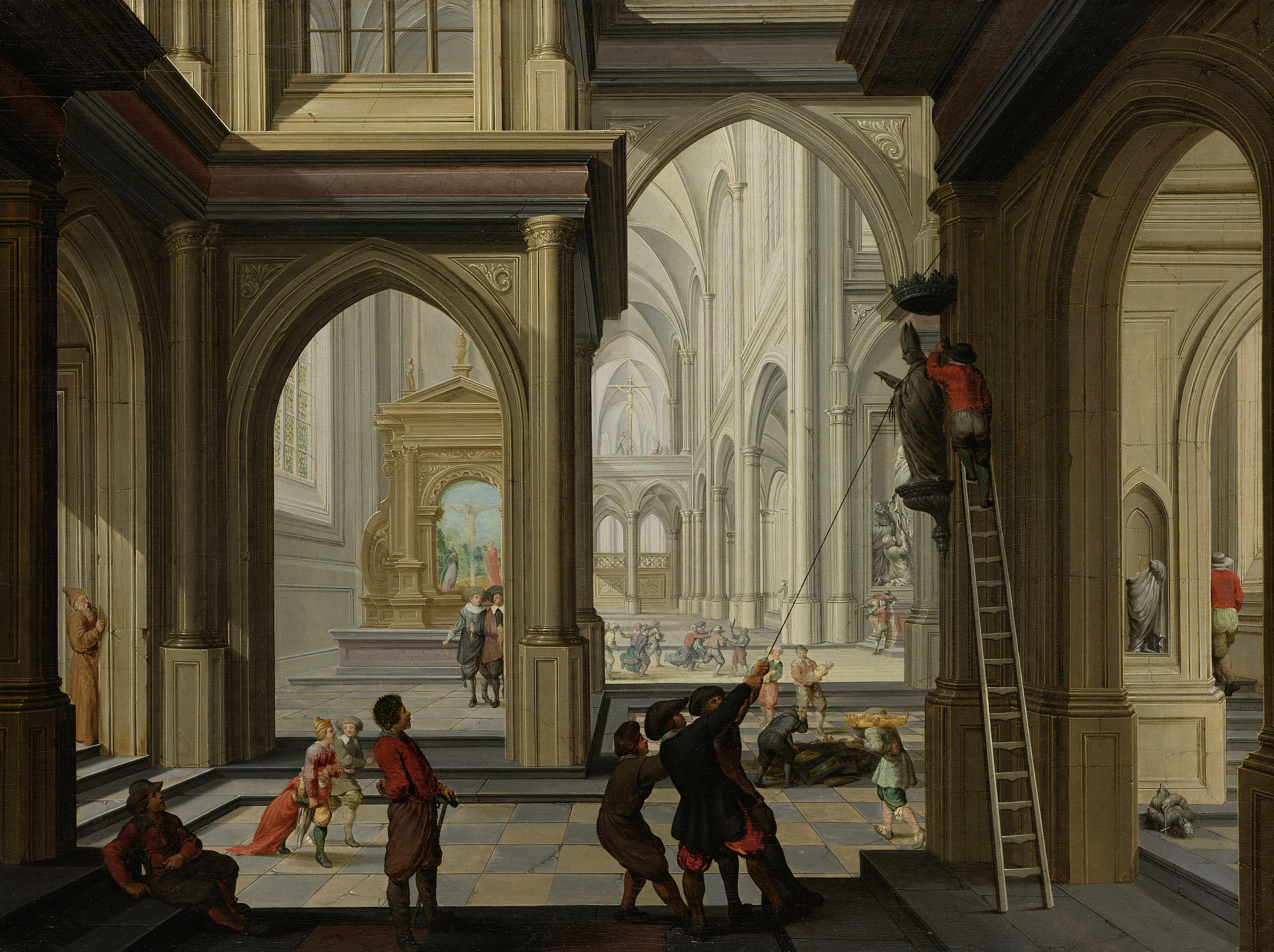
طوفان شمایل اثر دِیرک وَن دِلِن اشاره به گسترش نابودی تصاویر مذهبی در سده شانزدهم میلادی دارد.

ضد دین، با دین، ناسازگاری دارد. ضد دین، با بی‌خدایی و ضدخدایی (مخالفت با باور به الوهیت)، متفاوت است؛ اگر چه ضد دین‌ها، می‌توانند بی‌خدا یا ضد خدا هم باشند. این اصطلاح می‌تواند برای نشان دادن مخالفت با دین سازمان‌یافته به کار رود یا به صورت کلی‌تر، با هر نوع باور فراطبیعی یا الوهیت.